# День пам'яті українців, які рятували євреїв під час Другої світової війни
День пам'яті українців, які рятували євреїв під час Другої світової війни — день пам'яті, що відзначається в Україні 14 травня. За даними ізраїльського національного меморіалу Катастрофи і Героїзму «Яд Вашем», з Україні таких людей 2673. Ці люди удостоєні Державою Ізраїль звання Праведника народів світу за порятунок євреїв від Голокосту, тобто нацистської політики знищення. Україна займає четверте місце за кількістю Праведників, попереду лише Польща, Нідерланди та Франція. Загалом Праведники народів світу походять більш ніж із 50 країн. Пам'ятну дату в 2021 році запровадила Верховна Рада України своєю постановою.